# Comu na petra
Comu na petra è  il primo album in studio dei Sud Sound System, pubblicato dall'etichetta CNI il 16 luglio 1996.

## Tracce
1. Intro (Treble) – 2:25 (testo: Antonio Petrachi – musica: Ggd, Treble)
2. Crisce (Don Rico & Terron Fabio) – 3:44 (testo: Antonio Petrachi – musica: GgD, Treble – tamburelli: Puccia e Fernando Bevilacqua)
3. Solidu comu na petra (Treble & Gopher) – 4:50 (testo: Antonio Petrachi – musica: GgD, Treble – chitarra: Treble)
4. Soul train (Papa Gianni & GgD) – 4:59 (testo: Antonio Petrachi – musica: GgD, Treble – rhodes piano: Alessandro Garofalo)
5. Beddhra (Nandu Popu & Terron Fabio) – 4:28 (testo: Antonio Petrachi, Alessandro Garofalo – musica: GgD, Alessandro Garofalo – arrangiamenti: Alessandro Garofalo – chitarra: Treble)
6. Articolo 41 (Treble, GgD, Terron Fabio) – 4:04 (testo: Antonio Petrachi – musica: GgD, Alessandro Garofalo – noiz: Alessandro Garofalo)
7. Situazioni (Don Rico, Terron Fabio, Gopher) – 3:12 (testo: Antonio Petrachi, Alessandro Garofalo – musica: Ggd, Treble – tastiera: Alessandro Garofalo)
8. Radici della violenza (Papa Gianni & Don Rico) – 4:44 (testo: Antonio Petrachi – musica: GgD, Treble – tastiere: Alessandro Garofalo – chitarra: Treble)
9. Afro ragga taranta jazz (Don Rico, Terron Fabio, Gopher, Nandu Popu, GgD) – 3:57 (testo: Antonio Petrachi – musica: GgD – basso: Alessandro Garofalo – tamburelli: Puccia, Fernando Bevilacqua)
10. Erba erba (Nandu Popu & Don Rico) – 3:37 (testo: Antonio Petrachi – musica: GgD)
11. Azzate San Giuvanni (Papa Gianni) – 3:49 (testo: Antonio Petrachi – musica: GgD, Treble – basso originale: Giorgio Pizzi)
12. Te fumanu (Gopher, Nandu Popu, Terron Fabio, Don Rico, GgD) – 5:23 (testo: Antonio Petrachi – musica: GgD, Gopher – fender distorto: Alessandro Garofalo)
13. No nu boi (Treble) – 3:06 (testo: Antonio Petrachi – musica: Treble, Gopher, Terron Fabio – arrangiamenti aggiuntivi tastiera: Alessandro Garofalo)
14. Radici della violenza Jungle Lick – 5:27 (testo: Antonio Petrachi – musica: GgD, Gopher, Terron Fabio, Ohm Guru – arrangiamenti aggiuntivi tastiera: Alessandro Garofalo)

## Formazione
- Treble (Antonio Petrachi) - voce
- Don Rico (Federico Vaglio) - voce
- Terron Fabio (Fabio Miglietta) - voce
- Gopher (Dario Troso) - voce
- Nandu Popu (Fernando Blasi) - voce
- Papa Gianni (Giovanni Rollo) - voce
- GgD (Pierluigi De Pascali) - voce